# Colletes weiski
Colletes weiski är en biart som beskrevs av Heinrich Friese 1912. Colletes weiski ingår i släktet sidenbin, och familjen korttungebin. Inga underarter finns listade i Catalogue of Life.